# قلعة بويناري
قلعة بويناري (Cetatea Poenari) هي قلعة تاريخية مدمرة تقع في رومانيا، وتشتهر بأنها كانت منزل فلاد الثالث المخوزق. تقع القلعة على قمة جبل، ويمكن الوصول إليها عن طريق صعود 1480 درجة خرسانيًا. تشتهر القلعة بموقعها الجبلي وتاريخها المرتبط بالشخصية الأسطورية لفلاد المخوزق، المعروف بأنه كان مصدر إلهام لشخصية دراكولا.